# Ortskirche
Als Ortskirche bezeichnet man die kleinste Einheit einer christlichen Glaubensgemeinschaft, die sämtliche Grundvollzüge des Kircheseins wahrnehmen kann. In katholischer Tradition ist dies üblicherweise die Diözese; diese wird von einem Diözesanbischof als Ortsordinarius geleitet. Korrelatbegriffe zur Ortskirche sind Gesamt-, Welt- oder Universalkirche.
Systemtheoretisch ist die Ortskirche damit eine Verwaltungseinheit auf mittlerer Ebene, zwischen der Gesamtkirche einerseits und den Kirchengemeinden, Pfarreien oder anderen lokalen Organisationseinheiten andererseits.
Ekklesiologisch ist der Status der Ortskirche umstritten. In römisch-katholischer Lehre erhält eine Ortskirche als Teilkirche (lateinisch ecclesia particularis) – so die kirchenrechtliche Bezeichnung gemäß dem Kodex des kanonischen Rechts (CIC) – ihre volle Katholizität nur durch ihre Gemeinschaft mit der Universalkirche, das heißt durch ihre jurisdiktionelle Anbindung an den Papst. Das Zweite Vatikanische Konzil präzisiert diese Lehre insofern, als es die Universalkirche als aus Ortskirchen zusammengesetzt versteht und von den Ortskirchen sagt: „In ihnen und aus ihnen besteht die eine und einzige katholische Kirche“ (Lumen gentium 23).
In den orthodoxen, anglikanischen und altkatholischen Kirchen wird die Priorität der Ortskirche vertreten. Das heißt, die Ortskirche wird aus sich, nicht erst durch ihre Gemeinschaft mit der Universalkirche, eine Realisierung der einen, heiligen, katholischen und apostolischen Kirche des Glaubensbekenntnisses.
Die in der katholischen Tradition territorial gebundenen Prälaturen wurden im zwanzigsten Jahrhundert um die Personalprälaturen ergänzt, die nicht den Ortskirchen untergeordnet sind.